# Maurice Bishop
Maurice Rupert Bishop, född 29 maj 1944 på Aruba, död 19 oktober 1983 på militärbasen Fort Rupert i Grenada (avrättad genom arkebusering), var en grenadisk advokat, politiker och revolutionär.
Bishop ledde rörelsen The New Jewel Movement (NJM), som styrde Grenada från 1979 till 1983. Bishop avrättades av en arméfalang knuten till NJM tillsammans med en grupp andra politiker och civilister i samband med oroligheter i NJM:s ledning 1983, och en vecka senare invaderades Grenada av USA, Barbados och Jamaica.
Sjutton politiska och militära tjänstemän i den f.d. NJM-ledda regeringen (Grenada 17) ställdes senare inför rätta och dömdes för att vara ansvariga för morden på Bishop och sju samtidigt arkebuserade personer.